# 竹田邦夫
竹田 邦夫（たけだ くにお、1950年 - ）は、日本の経営者。大阪府大阪市出身。

## 来歴・人物
関西学院高等部を経て、 関西学院大学法学部に入学し、アメリカンフットボール部主将として活躍し、2度の日本一を果たした。1972年に大学を卒業し、阪神電気鉄道に入社した。
人事部、事業部を経て、1982年に阪神タイガースへ出向し、甲子園球場長、秘書部長などを経て、2000年から球団常務兼球団本部長に就任し、監督の野村克也、星野仙一、岡田彰布を支えた。2004年に阪神タクシー社長に就任し、2012年をもって退任。2012年からシャープ産業の社長を務めている。著書に『甲子園が育んだプロ野球フロント魂』がある。